# Colònia de Sant Jordi
La Colònia de Sant Jordi és un nucli de població costaner del municipi de Ses Salines, a Mallorca. Està situat en un sortint al sud de l'illa de Mallorca. Fou fundat com a colònia agrícola, i actualment és un nucli residencial que multiplica la seva població durant l'estiu, atesa la proximitat de les platges d'es Trenc, el Dolç i el Carbó.
La petita península sobre la qual està assentat està retallada per diferents caps i cales com sa Puntassa, la punta des Tords, cala Galiota o la Bassa del Cabot entre d'altres. Mentre que l'interior estava ocupada per estanys i maresmes.
Ja al segle iv aC aquests estanys salobres, actualment anomenats Salines de s'Avall, s'explotaven per extreure'n sal. L'actual nucli de població originàriament era un petit poblat de pescadors que rebia el nom de Port de Campos. A partir de 1879, la població es consolidà amb l'establiment d'una colònia agrícola promoguda pel Marquès del Palmer, Jordi Descatlar, que s'acollí a la Llei de Colònies Agrícoles i Poblacions Rurals de 1868, moment en què rebé el nom actual. Ja entrat al segle xx, s'hi construí un convent de Franciscans (1926) i dos anys més tard es construí una capella per al culte religiós, enderrocada i substituïda per una església parroquial l'any 1968. Durant les primeres dècades del segle XX el nucli restà limitat al voltant de la platja del port i cala Galiota, indret on s'hi construí el primer hotel del nucli (l'hostal Playa).
Amb la promoció del turisme a partir dels anys quaranta es va convertir en una gran urbanització i actualment és un important punt d'interés nàutic i turístic, ja que s'hi troba el port més meridional de Mallorca i, per tant, el punt més pròxim per anar fins a Cabrera.
Les festes d'estiu són el primer dissabte i diumenge d'agost. El mercat setmanal és el dimecres capvespre. Compta amb una Junta de Districte, des de l'any 2002, i n'han estat presidents fins a l'actualitat: Juan Bauzá Ginard (Sud Unificat), Antoni Perelló Roig (PSOE), Sebastià Burguera (PSOE), Juan Rodríguez (PP), Sebastiana Gomila (El Pi), Ana Peralta (ENDAVANT, PSOE-MÉS-INDEP) i Guillem Mas (PP).